# ایندیکا واتسون
ایندیکا واتسون (انگلیسی: Indica Watson؛ زادهٔ ۲۰۱۰) هنرپیشه اهل انگلیس است. او برای ایفای نقش در مجموعه تلویزیونی ازدست‌رفته در شبکهٔ بی‌بی‌سی و نقش یوروس هلمز جوان در شرلوک (مجموعه تلویزیونی) شناخته می‌شود.